# Capitalización individual
En seguridad social, se denomina capitalización individual a un sistema de ahorro personal para la vejez. Como estrategia para prevenir la incapacidad laboral que produce la vejez, el sistema se distingue del régimen de reparto público en que, mientras este último está organizado a partir de un mecanismo en que los trabajadores activos financian a los pasivos, el sistema de capitalización está apoyado en un mecanismo de ahorro individual en cuentas personales de retiro. En efecto, bajo este sistema los cotizantes traspasan mes a mes un porcentaje de sus ingresos a una cuenta individual administrada por una empresa privada que invierte tales recursos en diversos instrumentos financieros. 
En varios países el sistema de capitalización individual existe como opción voluntaria, organizado por empresas de seguro privadas, con objeto de complementar el sistema público de reparto como fondo de ahorro individual.
La Asociación Internacional de Organismos de Supervisión de Fondos de Pensiones (AIOS) nuclea a aquellos países con regímenes de capitalización individual en el mundo.
El último boletín estadístico

## Historia
En 1981, durante la dictadura militar de Augusto Pinochet, el entonces ministro del Trabajo y Previsión Social, José Piñera Echenique, creó en Chile un sistema de pensiones de capitalización individual en que cada trabajador chileno debía transferir a una cuenta de ahorro para la vejez, mes a mes depositando parte de su remuneración que son administrados por empresas privadas.
A partir de la década de 1990, el modelo de capitalización chileno empezó a ser replicado total o parcialmente en naciones de América Latina como Perú, Colombia y México. En numerosos países latinoamericanos se impusieron las políticas económicas de corte liberalismo del Fondo Monetario Internacional, que impulsaron la privatización de los fondos de pensiones. Este modelo presentó varios problemas en su desarrollo, entre ellos los inconvenientes de ser vulnerables a la inestabilidad cíclica del capitalismo financiero y las variaciones de los mercados mundiales, en las que pueden obtenerse grandes beneficios o cosechar importantes pérdidas que podrían poner en riesgo los ahorros de jubilados y pensionados que no cuentan con otro ingreso para subsistir. Se ha verificado además, que en los casos de Argentina y de Nicaragua, que con la privatización de los fondos no se logró aumentar la cobertura de la seguridad social, premisa fundamental de la defensa de los sistemas privados sobre los estatales. En Bolivia, debido a la descapitalización de los fondos privados y sus múltiples atrasos en el pago de jubilaciones, desde el 10 de diciembre de 2010 se inició el retorno de la administración de los fondos de pensiones al Estado.En 2024 ante la crisis del sistema privado, la baja tasa de remuneración en pensiones y los altos costos del sistema se impulsó en Uruguay un referéndum que buscó eliminar las Administradoras de Fondos de Ahorro Previsional (AFAP) y a su vez prohibir eliminar el sistema individual con fin jubilatorio.
El sistema de pensiones en El Salvador fue privatizado en 1996. De cinco AFP privadas que llegaron a funcionar actualmente solo funcionan dos, formando un duopolio. Al momento de ser privatizado el fondo de pensiones contaba con 12 000 millones de dólares en ahorros de los trabajadores, pero actualmente ese monto se ha reducido a una sexta parte hasta los 2000 millones de dólares.
En 2010 sería detenido en Perú el economista liberal Carlos Bolona, miembro de Cato Instituto. Bolona fue quien diseño la privatización del sistema de pensiones peruano y trabajó como asesor de Domingo Cavallo figura que llevó a cabo la privatización de la seguridad social en Argentina y quien también sería imputado por peculado durante su gestión en las administradoras de fondos de pensiones. En 2012, se dispuso el embargo de sus bienes. Posteriormente, el Poder Judicial lo condena en otra causa por peculado a una reparación civil por un monto de 3 millones de soles.
Según el índice Mundial de Pensiones de Melbourne Mercer (2019), el sistema de capitalización individual chileno se encuentra en el Top 10 Mundial de mejores preparaciones previsionales.En Perú el sistema fue adoptado durante el régimen de Fujimori tras el autogolpe de Estado, privatizando vía decreto los fondos de pensión estatales. Los SPP peruanos ha enfrentado críticas a lo largo del tiempo relacionado con las pensiones insuficientes, la concentración del mercado y la limitada cobertura brindada por las AFP.
En términos de cobertura, el SPP peruano es el más bajo de América Latina, incluso por debajo de algunas naciones menos desarrolladas. La distribución de prestaciones ha retrocedido entre 1999 y 2001, lo que ha llevado a una disminución significativa en el porcentaje de personas mayores empobrecidas que reciben pensiones.

## Principios y características generales
En mayor o menor grado, los sistemas de pensiones basados en capitalización individual comparten los siguientes principios y características generales:

### Propiedad privada
Cada trabajador es propietario de una cuenta individual. Estos depósitos se capitalizan de acuerdo al rendimiento del Fondo de Pensiones durante su vida de trabajo. En algunos países estos fondos pertenecen a la empresa que los administra.

### Responsabilidad individual
La característica fundamental de este sistema es que la pensión que a futuro recibirá el trabajador depende de los ahorros acumulados en su cuenta de ahorro.

## Sistema de capitalización individual
En Chile, donde el sistema nació, todo trabajador del sector privado, desde el año 1980, cotizará automáticamente en el «nuevo sistema de pensiones» (como fue denominado) a diferencia de los empleados públicos que cotizarían en el sistema de su elección, las fuerzas armadas mantendrían su sistema anterior de pensiones.  Archivado el 25 de octubre de 2017 en Wayback Machine. Además, los trabajadores pueden elegir la empresa que administrará sus ahorros, por las características del sistema, la edad de jubilación no es obligatoria. Tomando en cuenta las pensiones entregadas en Chile obligan a más del 85 % de los pensionados a trabajar hasta los 80-85 años. En el ámbito de las empresas administradoras de los ahorros previsionales.

### Ganancias
El sistema de capitalización está estructurado de forma privada entregando como utilidades, solo el año 2017 de 116 mil millones de pesos, es decir un crecimiento del 42 % y de 8 % (total) en los multifondos. El sistema de capitalización la rentabilidad no asegurada. A diferencia de otros sistemas, las AFP  garantizan una rentabilidad, pues se basan en movimientos financieros sobre instrumentos de rentabilidad fija o variable. [cita requerida]Este último instrumento no genera la rentabilización programada o estimada, generando pérdidas, las que impactan negativamente las cuentas de los afiliados al sistema, ya que las pérdidas no impactan sobre en patrimonio de las AFP sino sobre el patrimonio de sus afiliados. Las apuestas financieras más riesgosas que generaron pérdidas en 2008 debido a la crisis subprime

### Seguro de invalidez y Seguro de vida|sobrevivencia
El sistema de capitalización contempla la existencia de una Seguro de Invalidez y Sobrevivencia que financien las pensiones en caso de muerte o invalidez del trabajador y que deben ser contratados por las AFP, para sus afiliados, a una Compañía de Seguros, filiales de las mismas.

### Modalidades de pensión
En general, existen dos modalidades de pensión. Como primera opción, el trabajador puede optar por comprar con sus ahorros, a una compañía de seguros, una renta vitalicia que es una pensión de por vida para él y que en caso de fallecimiento, se continua pagando a su viudo o viuda y/o a sus hijos en conformidad a los señalado en la ley. Como segunda opción, el trabajador puede optar por mantener sus ahorros en la empresa que administra sus ahorros y realizar giros durante toda su vida laboral y los cuales serán la base futura de su pensión.

### Rol del Estado
El aparato estatal tiene dos funciones importantes en el sistema de capitalización. La primera es la regulación y supervisión de cumplimiento, por parte de las administradoras, de las normas legales que regulan el sistema, todo esto por medio de un órgano estatal independiente que en Chile recibe el nombre de Superintendencia de Pensiones. La segunda es la de garantizar pensiones mínimas para las personas, que por diversos motivos , no hayan podido acumular suficientes ahorros para poder tener una pensión digna las cuales ascienden a 1601 millones de dólares en fondos de pensiones solidarias (110.000 pesos chilenos , aproximadamente 158 dólares).

## Efectos
Las AFP pagan cerca de 2 millones de pensiones. Al mes de abril de 2014, el monto promedio de las pensiones pagadas fue de $192.561. Bajo la modalidad de retiro programado, 9 de cada 10 jubilados/as (el 90 %) percibe menos de $142.638.

### Críticas
Algunos críticos del sistema señalan que estatizar los fondos de pensiones, con el fin de retener ese excedente de 4,7 billones de pesos anuales, que equivalen al 3,6 % del producto interno bruto de 201, permitiría duplicar todas las pensiones que paga el sistema de AFP, para igualarlas con las que paga el sistema público. El resultado es que el Estado recibiría un 3,6 % del PIB, lo que equivale a aumentar en 10 % los ingresos fiscales generales. Con esto, el Estado podría duplicar las pensiones, que hoy cobra del millón de personas que hoy reciben pensiones del sistema de AFP. Se prevé que la crisis se agrave en 2016 cuando jubile la primera generación de trabajadores nativa del sistema actual, que no contarán con el bono de reconocimiento de quienes transitaron ambos sistemas de pensión.